# دهستان سفلی (اردستان)
دهستان سفلی نام دهستانی در بخش زواره شهرستان اردستان، استان اصفهان در ایران است.

## جمعیت
براساس سرشماری مرکز آمار ایران در سال ۱۳۸۵، جمعیت آن ۷۸۴ نفر (۳۳۰ خانوار) بوده‌است.